# Магдала (Израиль)

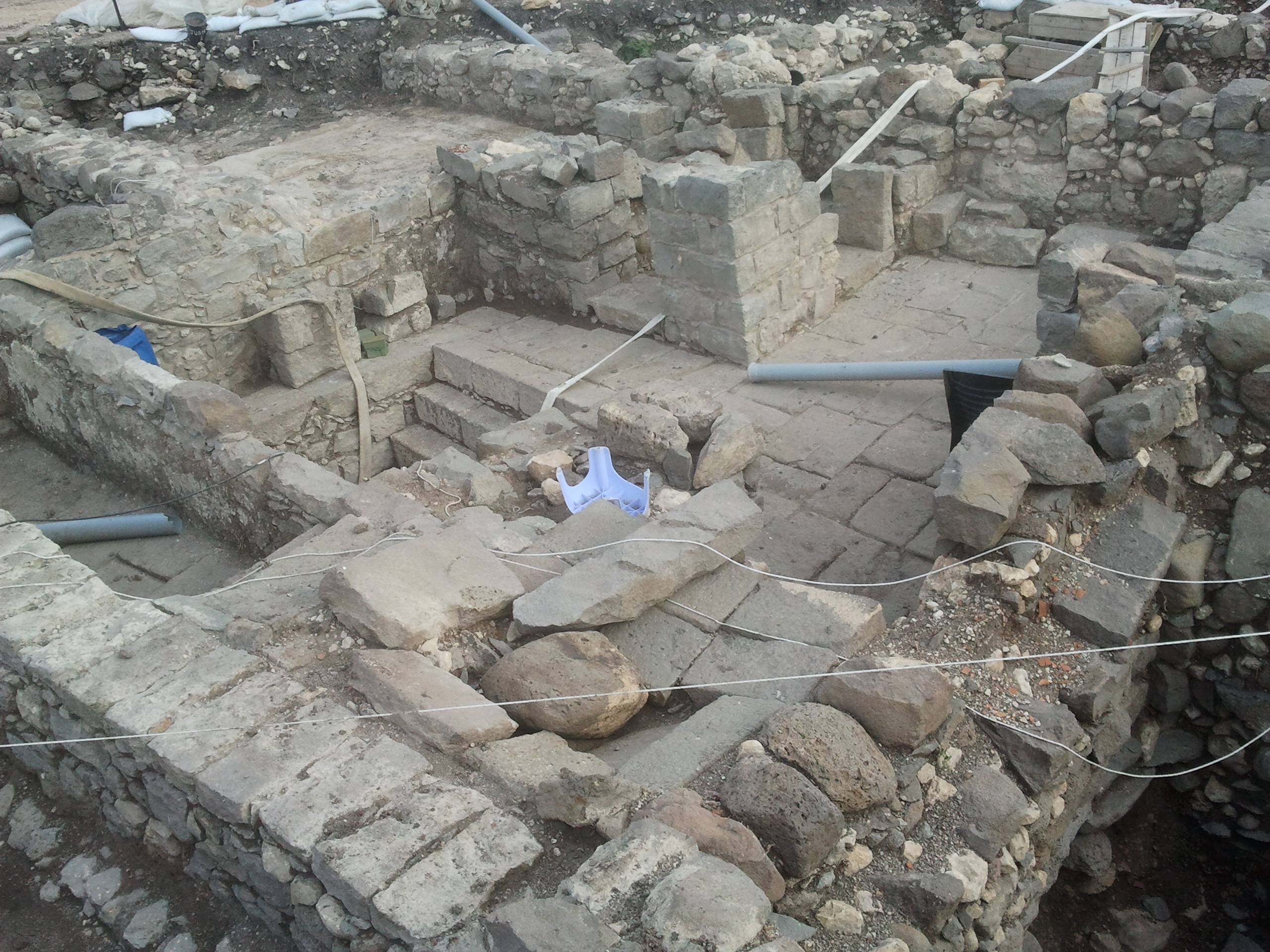
Археологические раскопки Магдалы вблизи Тивериадского озера

Магдала (ивр. מגדל‎, араб. قرية المجد‎, также Мигдаль) — древний галилейский город на территории современного Израиля, упоминаемый в Библии как родина Марии Магдалины.
Слово magdala на арамейском языке означает «красивый», «великий» или «башня», на иврите migdal — «башня». В Талмуде этот город называется «Магдал Нунайа», что означает «башня рыб», а в Евангелии от Марка — «Далмануфа». Под названием «Магдала» в Новом Завете город упоминается в Евангелии от Матфея:
«И, отпустив народ, Он вошел в лодку и прибыл в пределы Магдалинские»Мф. 15:39
Город располагается на берегу Генисаретского озера (также известного как «Галлилейское море» и «Тивериадское озеро»), на южном конце плодородной Генисаретской равнины, в бывшей области колена Нефеалимова, невдалеке от Капернаума.
В настоящее время рядом с месторасположением исторической Магдалы находятся арабская деревня Аль-Мадждаль и еврейское поселение Мигдаль.

## История

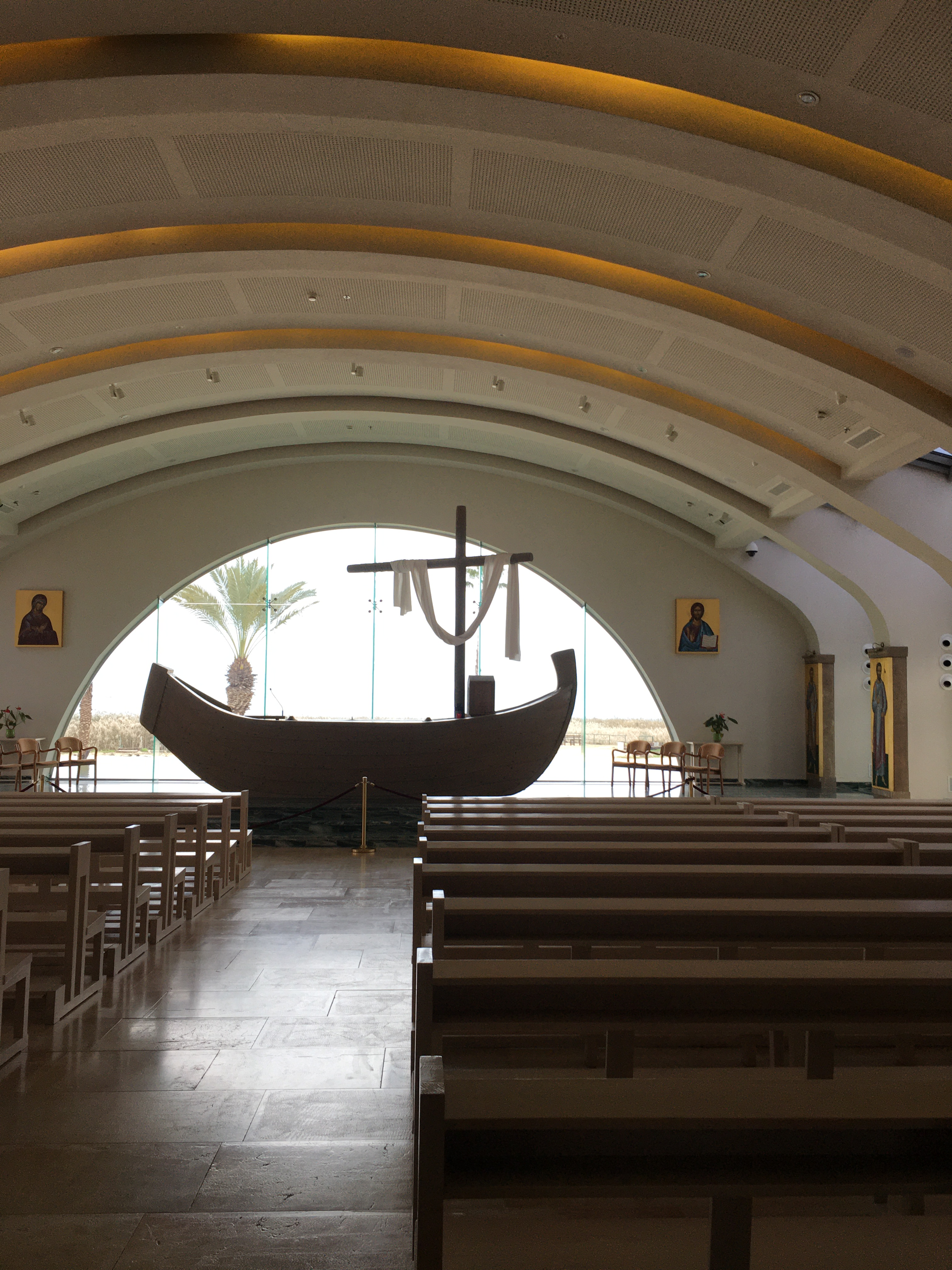
Современный католический духовный центр на месте археологических раскопок древней Магдалы (Израиль).

### Римско-иудейский период
Густав Далман пишет о Магдале, что «это был самый важный город на западном берегу озера, который вносил огромную сумму налогов […], пока Ирод Антипа не построил по соседству город Тверию».
В 2009 году были обнаружены остатки синагоги римского периода, датируемой 50 г. до н. э. и 100 г. н. э. Стены главного зала имели площадь 120 кв.метров и были украшены яркими фресками, а внутри был установлен каменный блок, с высеченным изображением семисвечной меноры.

### Византийский период
Признание Магдалы местом рождения Марии Магдалины появляется в текстах, датируемых VI веком нашей эры.

### Ранний мусульманский период
В VIII и X веках нашей эры христианские источники пишут о церкви в деревне, которая также была домом Марии Магдалины, где, как говорят, Иисус изгнал из неё бесов. Анонимно написанная Жизнь Константина рассказывает, как императрица Елена, в IV веке нашей эры, нашла дом Марии Магдалины и на его месте устроила церковь

### Период крестоносцев
Христианские паломники в Палестину в XII веке упоминают местонахождение Магдалы, но не упоминают о присутствии какой-либо церкви.

### Мамлюкский период
При правлении мамлюков в XIII веке источники указывают, что церковь не была разрушена, но была преобразована в конюшню. В 1283 году Буркхард Горы Сион (с англ. — «Burchard of Mount Sion») сообщает о том, что вошёл в дом Марии Магдалины в деревне, а около десяти лет спустя Рикольдо да Монтекроче с радостью сообщил, что церковь и дом все ещё стоят.

### Настоящее время
В настоящее время на месте древней Магдалы ведутся археологические раскопки. На берегу озера построено современное здание католического духовного центра, где в алтарной части установлена реконструкция древней лодки с крестообразным парусом. По периметру зала имеются изображения апостолов, включая Иуду Искариота.